# Château-des-Prés
Château-des-Prés foi uma comuna francesa na região administrativa de Borgonha-Franco-Condado, no departamento de Jura. Estendia-se por uma área de 8,62 km². Em 2010 a comuna tinha 183 habitantes (densidade: 21,2 hab./km²).
Em 1 de janeiro de 2019, passou a formar parte da nova comuna de Grande-Rivière Château.